# Rethel (quận)
Quận Rethel là một quận của Pháp, nằm ở tỉnh Ardennes, ở vùng Grand Est. Quận này có 6 tổng và 101 xã.

## Các đơn vị hành chính

### Các tổng
Các tổng của quận Rethel là: 
1. Asfeld
2. Château-Porcien
3. Chaumont-Porcien
4. Juniville
5. Novion-Porcien
6. Rethel

### Các xã
Các xã của quận Rethel, và mã INSEE là: 
| 1. Acy-Romance (08001)             | 2. Aire (08004)                         | 3. Alincourt (08005)                |
| 4. Amagne (08008)                  | 5. Ambly-Fleury (08010)                 | 6. Annelles (08014)                 |
| 7. Arnicourt (08021)               | 8. Asfeld (08024)                       | 9. Auboncourt-Vauzelles (08027)     |
| 10. Aussonce (08032)               | 11. Avançon (08038)                     | 12. Avaux (08039)                   |
| 13. Balham (08044)                 | 14. Banogne-Recouvrance (08046)         | 15. Barby (08048)                   |
| 16. Bergnicourt (08060)            | 17. Bertoncourt (08062)                 | 18. Biermes (08064)                 |
| 19. Bignicourt (08066)             | 20. Blanzy-la-Salonnaise (08070)        | 21. Brienne-sur-Aisne (08084)       |
| 22. Chappes (08102)                | 23. Chaumont-Porcien (08113)            | 24. Chesnois-Auboncourt (08117)     |
| 25. Château-Porcien (08107)        | 26. Condé-lès-Herpy (08126)             | 27. Corny-Machéroménil (08132)      |
| 28. Coucy (08133)                  | 29. Doumely-Bégny (08143)               | 30. Doux (08144)                    |
| 31. Draize (08146)                 | 32. Faissault (08163)                   | 33. Faux (08165)                    |
| 34. Fraillicourt (08178)           | 35. Givron (08192)                      | 36. Gomont (08195)                  |
| 37. Grandchamp (08196)             | 38. Hagnicourt (08205)                  | 39. Hannogne-Saint-Rémy (08210)     |
| 40. Hauteville (08219)             | 41. Herpy-l'Arlésienne (08225)          | 42. Houdilcourt (08229)             |
| 43. Inaumont (08234)               | 44. Juniville (08239)                   | 45. Justine-Herbigny (08240)        |
| 46. L'Écaille (08148)              | 47. La Neuville-en-Tourne-à-Fuy (08320) | 48. La Neuville-lès-Wasigny (08323) |
| 49. La Romagne (08369)             | 50. Le Châtelet-sur-Retourne (08111)    | 51. Le Thour (08451)                |
| 52. Lucquy (08262)                 | 53. Mesmont (08288)                     | 54. Mont-Laurent (08306)            |
| 55. Montmeillant (08307)           | 56. Ménil-Annelles (08286)              | 57. Ménil-Lépinois (08287)          |
| 58. Nanteuil-sur-Aisne (08313)     | 59. Neuflize (08314)                    | 60. Neuvizy (08324)                 |
| 61. Novion-Porcien (08329)         | 62. Novy-Chevrières (08330)             | 63. Perthes (08339)                 |
| 64. Poilcourt-Sydney (08340)       | 65. Puiseux (08348)                     | 66. Remaucourt (08356)              |
| 67. Renneville (08360)             | 68. Rethel (08362)                      | 69. Rocquigny (08366)               |
| 70. Roizy (08368)                  | 71. Rubigny (08372)                     | 72. Saint-Fergeux (08380)           |
| 73. Saint-Germainmont (08381)      | 74. Saint-Jean-aux-Bois (08382)         | 75. Saint-Loup-en-Champagne (08386) |
| 76. Saint-Quentin-le-Petit (08396) | 77. Saint-Remy-le-Petit (08397)         | 78. Saulces-Monclin (08402)         |
| 79. Sault-Saint-Remy (08404)       | 80. Sault-lès-Rethel (08403)            | 81. Seraincourt (08413)             |
| 82. Sery (08415)                   | 83. Seuil (08416)                       | 84. Son (08426)                     |
| 85. Sorbon (08427)                 | 86. Sorcy-Bauthémont (08428)            | 87. Sévigny-Waleppe (08418)         |
| 88. Tagnon (08435)                 | 89. Taizy (08438)                       | 90. Thugny-Trugny (08452)           |
| 91. Vaux-Montreuil (08467)         | 92. Vaux-lès-Rubigny (08465)            | 93. Viel-Saint-Remy (08472)         |
| 94. Vieux-lès-Asfeld (08473)       | 95. Ville-sur-Retourne (08484)          | 96. Villers-devant-le-Thour (08476) |
| 97. Villers-le-Tourneur (08479)    | 98. Wagnon (08496)                      | 99. Wasigny (08499)                 |
| 100. Wignicourt (08500)            | 101. Écly (08150)                       |                                     |